# Heteromeyenia horsti
Heteromeyenia horsti är en svampdjursart som beskrevs av Ezcurra de Drago 1988 . Heteromeyenia horsti ingår i släktet Heteromeyenia och familjen Spongillidae. Inga underarter finns listade i Catalogue of Life.